# Taklamakan

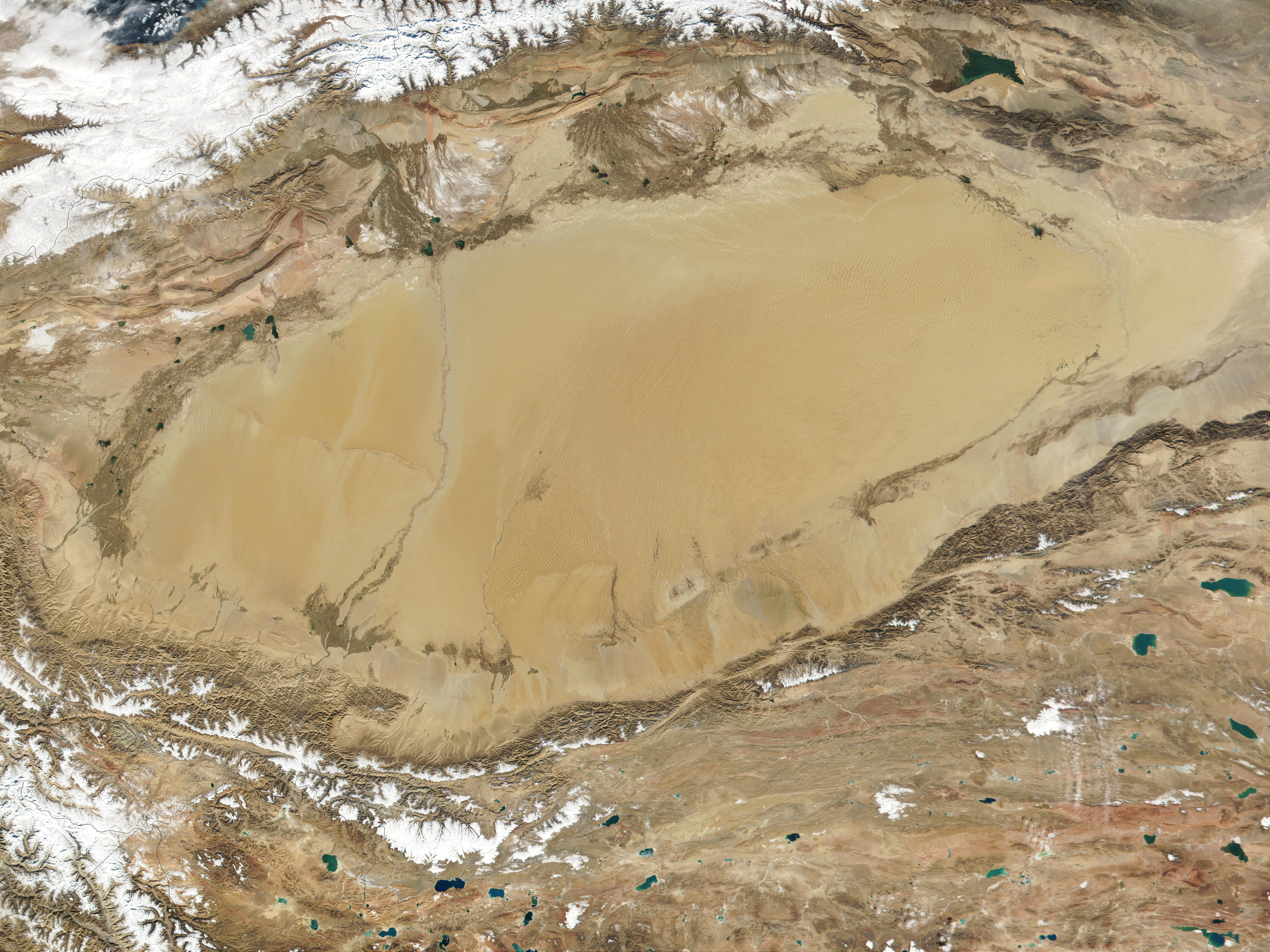
Vedere din satelit Bazinul Tarim cu deșertul Taklaman la sud se află munții Gebirge Kunlun Shan și la nord-vest marginea Podișului Tibet (NASA/MODIS, Okt. 2001)

Deșertul Taklamakan sau deșertul Takla Makan (Takla Makan, chineză: Shamo sau Taklimakan Shamo, uigură: Täklimakan Toghraqliri) cu suprafața de 300.000 km² este un deșert din Asia Centrală, situat în China. După deșertul Rub al-Chali din sudul peninsulei Arabiei este cel mai mare deșert nisipos de pe glob, dunele având o înălțime de peste o sută de metri. În deșert se află câteva lacuri sărate cu apă provenită probabil din topirea zăpezilor de pe munți. Regiunea este bântuită de vânturi puternice, ceea ce duce la formarea dunelor mișcătoare. Umiditatea aerului este redusă, iar temperaturile ating în timpul zilei 40 °C, iar noaptea -12 °C. Maximele sunt presupuse a fi de 50 grade.
Taklamakan se întinde pe teritoriul uigur autonom, Xinjiang (Sinkiang) în vestul bazinului Tarim din Asia Centrală. Șoseaua nr. 218 desparte la vest deșertul de lacul Lop Nor, cu altitudinea cea mai joasă din depresiunea Tarim.
În trecut, prin deșertul Tarim și Lop Nor curgea unul din brațele râului Tarim Konche Darya (citește Konce Daria) (sau Konqi He; citește Konci He) și Chärchan Darya (citește Cercean Daria) (sau Qarqan He; citește Cearcean He) care de câteva decenii a secat.

## Galerie de imagini

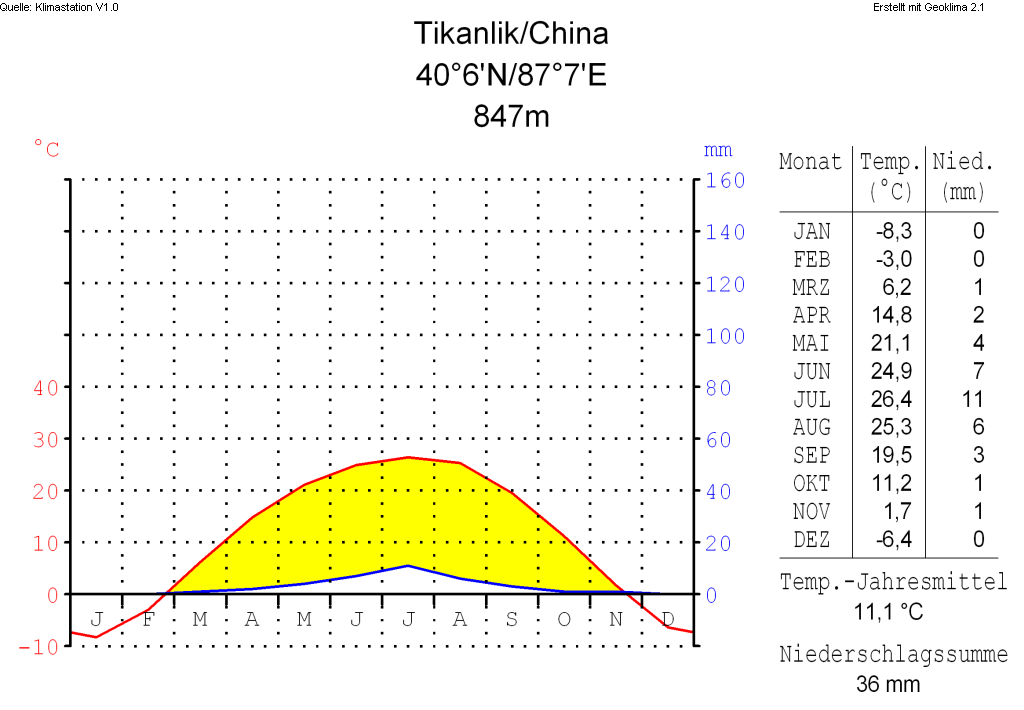
Diagrama climei
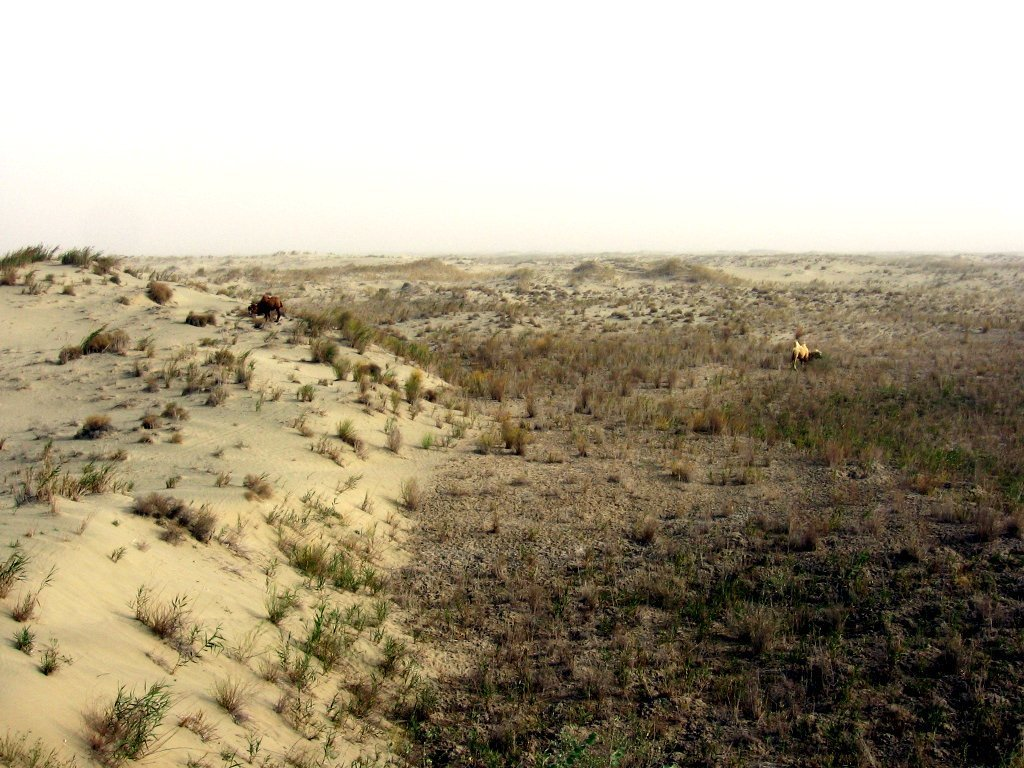
Taklaman aproape de oaza Yarkand,
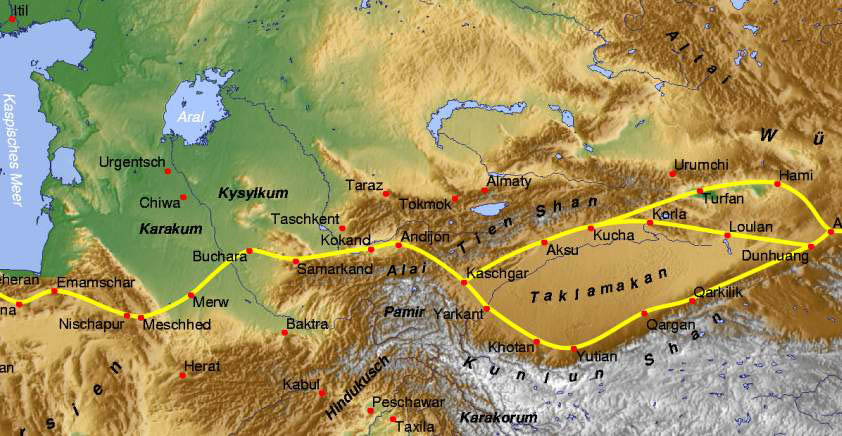
Asia Centrală cu Drumul mătăsii
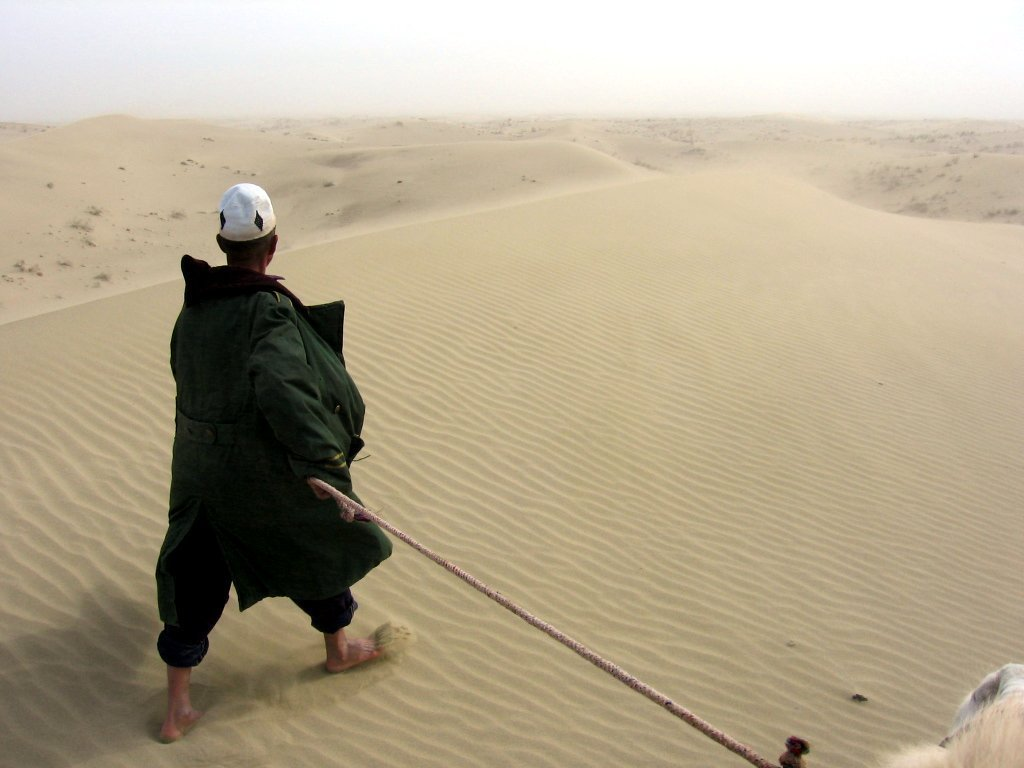
Taklaman